# روز جهانی رادیو

روز جهانی رادیو یک رویداد سالانه است که در ۱۳ فوریه، برگزار می‌شود. این روز توسط یونسکو نامگذاری شده است.

## به مناسبت روز جهانی رادیو
رادیو کمک می کند تا صدای گروه های محروم و در حاشیه مانده به گوش همه برسد، رادیو به آموزش بی سوادان کمک می کند و در هنگام بروز بلایای طبیعی به حفظ جان ها کمک می کند. 

## رادیو

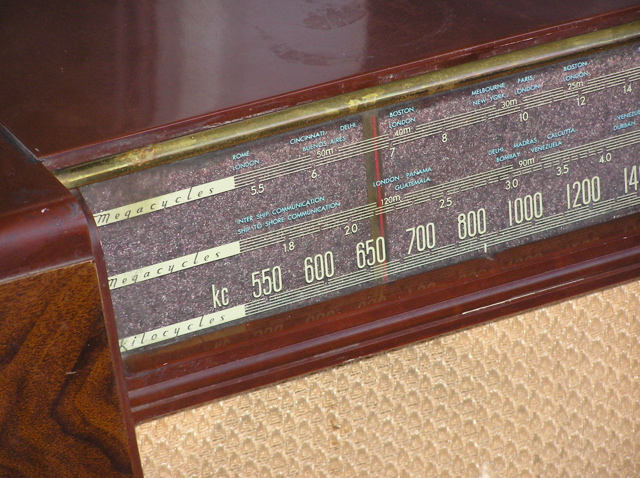

رادیو به فناوری یا دستگاهی گفته می‌شود که صدا، پیام یا سیگنال‌ها را به وسیله امواج رادیویی منتقل می‌کند.ارتباط رادیویی، ارسال سیگنال‌ها با استفاده از مدولاسیون پیمانه‌ای‌کردن امواج الکترومغناطیسی در فرکانس‌های رادیویی است.